# نیکون ۱ وی۱
نیکون ۱ وی۱ (به انگلیسی: Nikon 1 V1) یک دوربین عکاسی ساخت شرکت نیکون است.